# ایان کراولی
ایان کراولی (انگلیسی: Ian Crawley; ۱۸ مهٔ ۱۹۶۲ – ۸ ژوئیهٔ ۲۰۰۸) بازیکن فوتبال اهل بریتانیا بود.
از باشگاه‌هایی که در آن بازی کرده‌است می‌توان به باشگاه فوتبال تاموورث اشاره کرد.